# مووخوو
مووخوو (به لاتین: Młochów) یک روستا در لهستان است که در گمینا ناداژن واقع شده‌است.